# خرگوشک آفریقایی
خرگوشک آفریقایی (به انگلیسی: Bunyoro rabbit) یا خرگوشک آفریقای مرکزی (به انگلیسی: Central African rabbit) گونه‌ای از پستانداران است. این پستاندار از تیره خرگوشان است و کنام طبیعی آن‌ها به صورت طبیعی در مناطق مرکزی قاره آفریقا و دشت‌های ساوانا قرار دارد.